# Detmold-Süd
Der Ortsteil Detmold-Süd entstand 1970 im Rahmen der Gebietsreform, als die Kernstadt von Detmold in Detmold-Nord und Detmold-Süd aufgeteilt wurde. Die benachbarten Detmolder Ortsteile sind im Uhrzeigersinn Detmold-Nord, Spork-Eichholz, Hornoldendorf, Heiligenkirchen, Hiddesen und Heidenoldendorf. Auf dem Gebiet des Ortsteils Detmold-Süd liegt unter anderem das Westfälische Freilichtmuseum, die Hochschule für Musik und der Palaisgarten.
Das Westfälische Freilichtmuseum wird seit 1966 auf dem Gelände des ehemaligen fürstlichen Tiergartens ständig weiter ausgebaut und ist mit mehr als 100 historischen Bauten auf 90 ha das größte seiner Art in Deutschland. Vom armen Kötterhaus bis hin zum wohlhabenden Schultenhof sind nahezu alle westfälischen Landschaften vertreten. Die Gebäude sind von Experten aus alter Bausubstanz originalgetreu errichtet worden und von typischen Gärten und Feldern umgeben. Auch die Inneneinrichtung ist historisch und detailgetreu.

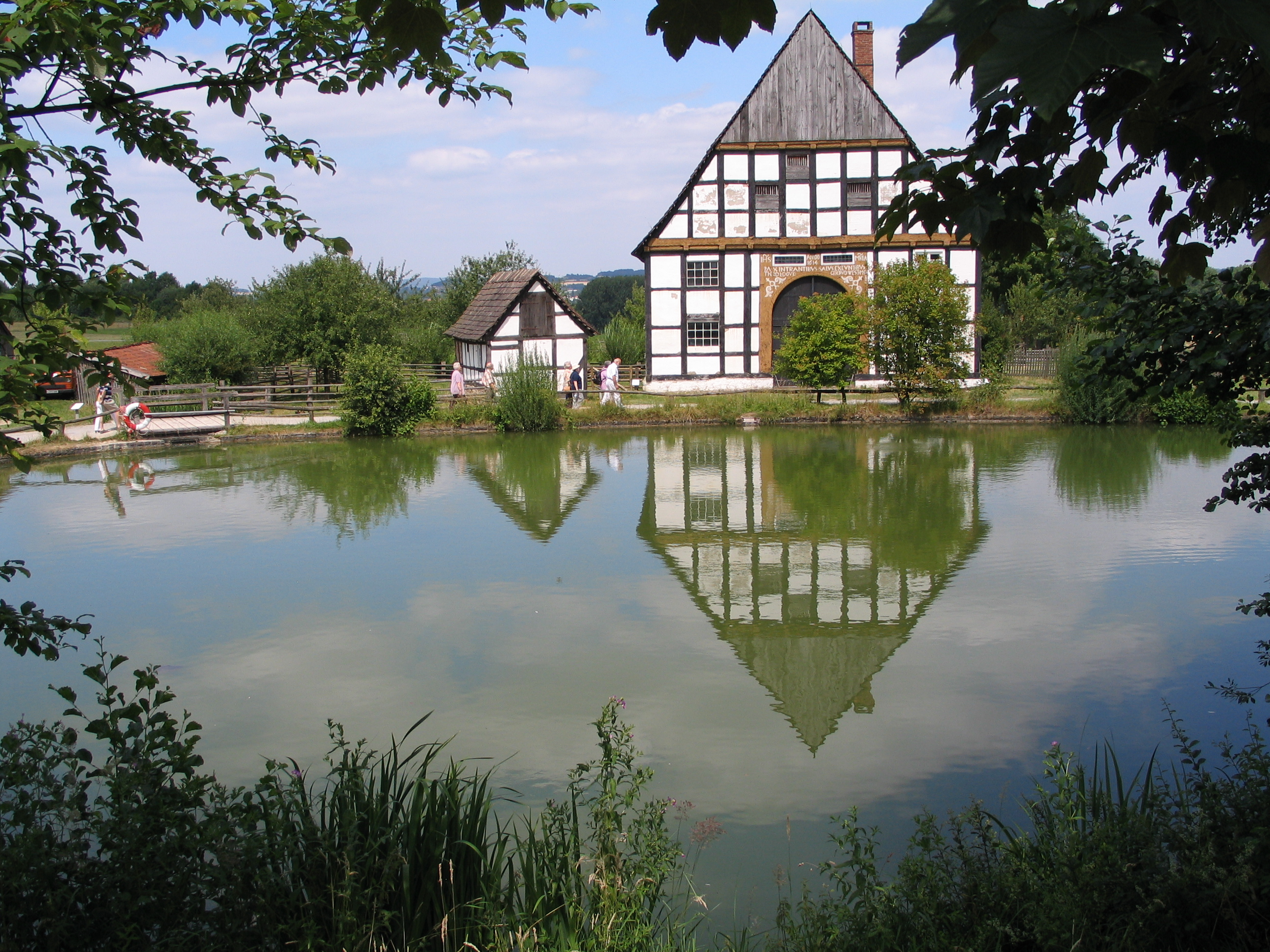
Westfälisches Freilichtmuseum: Häuser im Paderborner Dorf

Die 1946 gegründete Hochschule für Musik hat ihren Sitz im Palais und in einem 1969 errichteten Neubau im Palaisgartens. Die Musikhochschule wird in Fachkreisen weltweit hoch geschätzt und von Studenten vieler Länder besucht. Besondere Bekanntheit erlangte die Tonmeister-Ausbildung am Erich-Thienhaus-Institut. In der mit 600 Sitzplätzen ausgestatteten Aula der Hochschule finden häufig gut besuchte Konzerte statt.
Die 11,8 km² große Kernstadt hat 29.694 Einwohner (Stand: August 2006). Ortsbürgermeisterin des Ortsteils Detmold-Süd ist Uta Bellion (Grüne) (Stand 2025).